# WTA Wuhan
Das WTA Wuhan (offiziell: Wuhan Open) ist ein Damentennisturnier, das im Rahmen der WTA Tour in der chinesischen Stadt Wuhan im Optics Valley International Tennis Center ausgetragen wird. Die erste Austragung erfolgte vom 19. bis 27. September 2014. In den Jahren 2020 bis 2023 fand das Turnier nicht statt.
Wuhan ist die Geburtsstadt der zweifachen Grand-Slam-Siegerin Li Na.

## Siegerliste

### Einzel
| Jahr                     | Siegerin            | Finalgegnerin      | Ergebnis         |
| ------------------------ | ------------------- | ------------------ | ---------------- |
| ↓ Kategorie: Premier 5 ↓ |                     |                    |                  |
| 2014                     | Petra Kvitová (1)   | Eugenie Bouchard   | 6:3, 6:4         |
| 2015                     | Venus Williams      | Garbiñe Muguruza   | 6:3, 3:0 Aufgabe |
| 2016                     | Petra Kvitová (2)   | Dominika Cibulková | 6:1, 6:1         |
| 2017                     | Caroline Garcia     | Ashleigh Barty     | 6:73, 7:64, 6:2  |
| 2018                     | Aryna Sabalenka (1) | Anett Kontaveit    | 6:3, 6:3         |
| 2019                     | Aryna Sabalenka (2) | Alison Riske       | 6:3, 3:6, 6:1    |
| ↓ Kategorie: WTA 1000 ↓  |                     |                    |                  |
| 2024                     | Aryna Sabalenka (3) | Zheng Qinwen       | 6:3, 5:7, 6:3    |

### Doppel
| Jahr                     | Siegerinnen                          | Finalgegnerinnen                           | Ergebnis          |
| ------------------------ | ------------------------------------ | ------------------------------------------ | ----------------- |
| ↓ Kategorie: Premier 5 ↓ |                                      |                                            |                   |
| 2014                     | Martina Hingis Flavia Pennetta       | Cara Black Caroline Garcia                 | 6:4, 5:7, [12:10] |
| 2015                     | Martina Hingis Sania Mirza           | Irina-Camelia Begu Monica Niculescu        | 6:2, 6:3          |
| 2016                     | Bethanie Mattek-Sands Lucie Šafářová | Sania Mirza Barbora Strýcová               | 6:1, 6:4          |
| 2017                     | Chan Yung-jan Martina Hingis         | Shūko Aoyama Yang Zhaoxuan                 | 7:65, 3:6, [10:4] |
| 2018                     | Elise Mertens Demi Schuurs           | Andrea Sestini Hlaváčková Barbora Strýcová | 6:3, 6:3          |
| 2019                     | Duan Yingying Weronika Kudermetowa   | Elise Mertens Aryna Sabalenka              | 7:63, 6:2         |
| ↓ Kategorie: WTA 1000 ↓  |                                      |                                            |                   |
| 2024                     | Anna Danilina Irina Chromatschowa    | Asia Muhammad Jessica Pegula               | 6:3, 7:66         |